# Калита гірський
Калита гірський (Myiopsitta luchsi) — вид папугоподібних птахів родини папугових (Psittacidae). Мешкає в Південній Америці.

## Назва
Вид названо на честь німецького лікаря та орнітолога Ернста Люхса (1811—1886).

## Поширення
Ендемік Болівії. Трапляється в департаментах Чукісака, Кочабамба, Ла-Пас, Потосі та Санта-Крус. Населяє сухі міжгірські долини, де біля скель є ксерофітна рослинність, на висоті від 1300 до 3000 м.

## Опис
Вага цього виду становить від 120 до 140 г, а загальна довжина близько 30 см. Від калити сіроволого відрізняється вужчим дзьобом, а сіре забарвлення на лобі блідішого відтінку і доходить до середини тімені. Грудка також сіра, але вона не має лускатого ефекту. Поперечна смуга на череві дуже жовта, а первинні махові та внутрішня сторона кермових пір'їн повністю сині.